# Herb gminy Tarnowo Podgórne
Herb gminy Tarnowo Podgórne – jeden z symboli gminy Tarnowo Podgórne, autorstwa Jerzego Bąka, ustanowiony 27 maja 1997.

## Wygląd i symbolika
Herb przedstawia na tarczy dzielonej w pas w polu górnym na czerwonym tle złotego wspiętego półlwa (godło z herbu Zaremba, właścicieli wsi), natomiast pole dolne jest dzielone w słup na trzy części: dwie zielone i jedną srebrną.